# 모탈 컴뱃 2 (영화)
《모탈 컴뱃 2》(영어: Mortal Kombat 2)는 2025년 개봉 예정인 미국의 판타지 무술 액션 영화로, 게임 《모탈 컴뱃》의 영화화 작품이다. 2021년 영화 《모탈 컴뱃》의 속편이다.

## 출연
- 칼 어번 - 조니 케이지
- 아델라인 루돌프/소피아 슈(아역) - 키타나
- 제시카 맥너미 - 소니어 블레이드
- 조시 로슨 - 케이노
- 루디 린 - 리우 캉
- 메카드 브룩스 - 잭슨 브리그스
- 타티 개브리엘 - 제이드
- 루이스 탄 - 콜 영
- 데이먼 헤리먼 - 콴 치
- 친 한 - 샹청
- 아사노 타다노부 - 라이덴
- 조 타슬림 - 비한
- 마틴 포드
- 아나 투 응우옌 - 신델 여왕
- 맥스 황 - 쿵라오 역
- CF 블룸필드 - 바라카

## 같이 보기
- 비디오 게임을 원작으로 한 영화 목록